# Passe Cogmanskloof
La passe Cogmanskloof, Cogmanskloof Pass en anglais, est une voie de passage à travers une gorge du Cap-Occidental, en Afrique du Sud, sur la route provinciale R62 dans les monts Langeberg entre Ashton dans le Boland et Montagu dans le Petit Karoo.

## Histoire
La construction de la passe a été initiée par Thomas Charles John Bain en 1873 et fut achevée en 1877. C'est une des premières routes qui traversait cette chaîne de montagnes. La première voie d'accès était un chemin de terre rugueux suivant le cours de la rivière Kingna et la traversant à plusieurs reprises. Périodiquement, il y avait des fermetures de la route pour cause d'inondations. La route fut pavée en 1931, et elle disposait d’un tunnel de 15 m de long et 5 m de haut à travers la colline connue sous le nom de Kalkoenkrans, au sommet de laquelle les ruines d’un fort datant de la seconde guerre des Boers restent encore visibles aujourd’hui. La route moderne fut achevée en 1953.